# Ефремов, Юрий Николаевич
Ю́рий Никола́евич Ефре́мов (11 мая 1937, Москва — 26 августа 2019) — советский и российский астроном, доктор физико-математических наук, профессор, главный научный сотрудник отдела изучения Галактики и переменных звёзд ГАИШ МГУ. Член Международного астрономического союза.
В честь Юрия Николаевича названа малая планета главного пояса астероидов (12975) Ефремов (1973 SY5).

## Биография
В 1955 году окончил школу с серебряной медалью, поступил на Астрономическое отделение Мехмата МГУ.

С 1960 года работал в Астрономическом Совете АН СССР (младший научный сотрудник).

С 1973 года — в ГАИШ МГУ, старший научный сотрудник.

В 1989—2000 гг. — заведующий Отделом изучения Галактики и переменных звезд ГАИШ МГУ.

C 2000 года — главный научный сотрудник ГАИШ МГУ.
Умер 26 августа 2019 года. Прах захоронен на Николо-Архангельском кладбище.

## Научная деятельность
В 1967 году — защитил кандидатскую диссертацию («Основные характеристики классических цефеид»).

В 1983 году — защитил докторскую диссертацию («Цефеиды и звездные группировки»).
Участвовал (под руководством Б. В. Кукаркина и П. Н. Холопова) в составлении Каталогов переменных звезд.
Исследовал наблюдательные аспекты эволюции звёзд и звёздных группировок и структуру галактик.
Известен обнаружением зависимости период — возраст для цефеид и наибольших группировок молодых звёзд, названных им «звёздные комплексы». Является автором концепции звездных комплексов как наибольших ячеек звездообразования, совершающегося в сверхгигантских газовых облаках. Один из наиболее цитируемых отечественных астрономов.
Подготовил двух докторов и пять кандидатов наук. Является автором около 200 научных публикаций.
Активный пропагандист науки, поборник сциентизма. Заместитель ответственного редактора Бюллетеня РАН «В защиту науки». Автор ряда научных работ и публикаций в СМИ, показывающих ложность Новой хронологии Фоменко/Носовского.
Допускал существование внеземных цивилизаций и верил в возможность установления с ними контакта в обозримом будущем.

### Членство в научных организациях
- Член Международного астрономического Союза.
- Член Международного астрономического общества (быв. АО СССР).
- Член Учёного Совета ГАИШ и ИИЕТ.
- Член Бюро Научного совета по астрономии РАН

### Научные премии
- Лауреат Ломоносовской премии МГУ (1996)
- Лауреат премии Астрономического Общества СССР (совместно с А. В. Засовом и А. Ч. Черниным) за цикл исследований звездных комплексов в галактиках (1996)